# The Taking of Deborah Logan
The Taking of Deborah Logan es una película estadounidense del 2014 tipo documental de  película de horror sobrenatural. Es el largometraje debut de Adam Robitel, escrito por Robitel y coescrito por Gavin Heffernan. El reparto de la película consta de Jill Larson, Anne Ramsay, y Michelle Ang. Ubicado en Virginia, cuenta la historia de un equipo de grabación que hace una película sobre los pacientes de alzheimer hasta que descubren algo siniestro mientras documentan a una mujer que tiene la enfermedad. La película estuvo producida por Jeff Rice y Bryan Singer y fue lanzado el 21 de octubre de 2014.

## Argumento
Mia, Gavin y Luis son un equipo creado para realizar un documental sobre Deborah, una anciana que sufre de Alzheimer. Deborah está reacia a ser grabada, pero lo acepta después que su hija Sarah le recuerda que necesitan el dinero para evitar que le embarguen la casa. Mientras están filmando, Sarah y Deborah conversan sobre cuando Deborah trabajó como operador de centralita para su propia empresa de servicio, contestando llamadas para llegar a fin de mes.
Deborah comienza a mostrar comportamientos extraños que van incrementando gradualmente. Su médico personal, el Dr. Nazir, considera que estos comportamientos son normales para la forma agresiva de Alzheimer que presenta Deborah. Sin embargo, Luis, el camarógrafo, nota que las acciones de Deborah desafían cada vez más las explicaciones normales y expresan que algo sobrenatural está ocurriendo. Las cosas se hacen más tensas después que Luis y Gavin grabaran un audio de Deborah hablando en francés sobre sacrificios y serpientes mientras está sentada en su antiguo puesto de operadora. También notan que la línea 337 suena continuamente, la cual pertenecía a Henry Desjardins, un médico local que desapareció después de la muerte de cuatro chicas en una serie de extraños rituales caníbales. Esta información es demasiado para Gavin, por lo que renuncia. El comportamiento de Deborah se vuelve tan extremo que la internan por su propia seguridad.
Mia y los demás descubren que Desjardins estaba tratando de recrear un antiguo ritual demoníaco que lo haría inmortal, pero requería la muerte de cinco chicas que recién tuvieran su primer período menstrual. Ellos se preguntan si Deborah está siendo poseída por Desjardins (similar a un caso ocurrido en África, donde una madre fue poseída por su difunto hijo y solo un médico brujo la liberó al quemar el cuerpo del hijo). En el hospital, Harris visita a Deborah, quien le suplica a Harris que la mate, él trata de cumplir su deseo, pero no lo logra puesto que la entidad dentro de Deborah le arroja el televisor a Harris, evitándolo. Sarah, Mia y Luis descubre que Deborah trató de raptar a Cara, una joven paciente con cáncer a quien anteriormente había tratado de secuestrar. Sarah se entera de que años atrás, Deborah descubrió que Desjardins planeaba usar a Sarah como su quinta víctima y por eso había asesinado al médico y, con ayuda de Harris, ambos enterraron su cuerpo en el jardín antes de que pudiera lograrlo y así completar su macabro ritual. El grupo eventualmente encuentra el cuerpo y trata de quemarlo, pero fallan en hacerlo.
Deborah consigue secuestrar a Cara y la lleva donde Desjardins asesinó a sus víctimas anteriores. Después de descubrir que Deborah está en las minas, el Sheriff Tweed, le sigue, solo para ser asesinado momentos después. Después de escuchar el ataque a Tweed, Sarah y Mia siguen el sonido solo para encontrar que Deborah estaba tratando de comerse a Cara como si fuera una serpiente. Al final, logran quemar el cuerpo de Desjardin. La película entonces cambia a un nuevo metraje de reporteros donde Deborah está siendo juzgada por los crímenes cometidos durante el secuestro de Cara. Adicionalmente, muestran que Cara superó el cáncer y está celebrando su cumpleaños. A medida que el reportero empieza a resumir la historia, Cara voltea hacia la cámara y muestra una sonrisa siniestra, dejando entrever que Desjardins ahora posee el cuerpo de Cara.

## Reparto
- Jill Larson como Deborah Logan.
- Anne Ramsay como Sarah Logan.
- Michelle Ang como Mia Medina.
- Ryan Cutrona como Harris Sredl.
- Anne Bedian como Dr. Analisa Nazir.
- Brett Gentil como Gavin.
- Jeremy DeCarlos como Luis.
- Tonya Bludsworth como Linda Tweed.
- Julianne Taylor como Cara Minetti.
- Kevin Un. Campbell como Henry Desjardins.
- Jeffrey Woodard como Padre Vitali.
- David Hains como Reportero de Noticias.

## Producción
La grabación toma lugar en la región de Charlotte, Carolina del Norte y en los estudios de Creative Network. Adicional. Se utilizaron dobles para Mia, Deborah y otros. Vincent Guastini realizó los efectos especiales. Él decía que estaba impresionado con el guion y quería trabajar en la película. Describió su relación con Robitel como un “esfuerzo de colaboración real”. Estuvo de acuerdo con la decisión de Robitel de limitar la cantidad de metraje visto, sintió que esto le añadió más “credibilidad y veracidad”.

## Recepción
La Posesión de Deborah Logan recibió un 94% en el índice de aprobación en Rotten Tomatoes basando sus revisiones por seis críticos. Ain't It Cool News lo llamó "El  documental mejor hecho... Una de las entradas más eficaces en el popular subgénero" mientras The Wrap  nombrado como "una gema de horror Netflix", llamando la película "una de las entradas americanas más refrescantes en horror de posesión". Nerdist Y Dread Central ambos escribieron la mayoría de los comentarios positivos para la película, con Dread Central comentando que mientras la película no gustaría a todo el mundo, "si  estás buscando una película un poco escalofriante que sea libre de presunciones y a veces lógica para conseguir algunos escalofríos rápidos, realmente no puedes estar mal". En contraste, Bloody Disgusting aplastó la película, declarando que indudablemente está basada en otros trabajos similares para ser realmente eficaz, "la película no aporta nada nuevo al género".